# Smert Ioanna Groznogo
Smert Ioanna Groznogo (Russisch: Смерть Иоанна Грозного) is een russische film uit 1909 van regisseur Vasili Gontsjarov.

## Verhaal
De film toont een aantal scènes uit de tragedie van Alexej Tolstoj.

## Rolverdeling
| Acteur             | Personage                |
| ------------------ | ------------------------ |
| A. Slavin          | Ivan de verschrikkelijke |
| Yelizaveta Uvarova | Tsarina                  |
| S. Tarasov         | Boris Godunov            |
| Nikolai Vekov      | Nagoy, boyar             |
| Yakov Protazanov   | Garaburda                |